# Edward II (dramat)
Edward II (ang.ː Edward II) – tragedia historyczna Christophera Marlowe’a poświęcona panowaniu króla angielskiego Edwarda II.

## Data powstania utworu
Edward II powstał w 1592 lub 1593 roku. Jego pełna nazwa brzmiː The Troublesome Reign and Lamentable Death of Edward the Second, King of England, with the Tragical Fall of Proud Mortimer...

## Osoby
| Osoba                   | Jej rola w dramacie                       |
| ----------------------- | ----------------------------------------- |
| Edward II               | król Anglii                               |
| Książę Edward           | jego syn, potem król Edward III           |
| Hrabia Kentu            | brat króla Edwarda II                     |
| Gaveston                | faworyt królewski                         |
| Arcybiskup Canterbury   |                                           |
| Biskup Winchester       |                                           |
| Biskup Coventry         |                                           |
| Warwick                 | par królestwa                             |
| Lancaster               | par królestwa                             |
| Pembroke                | par królestwa                             |
| Arundel                 | par królestwa                             |
| Leicester               | par królestwa                             |
| Berkeley                | par królestwa                             |
| Mortimer Starszy        | par królestwa                             |
| Mortimer Młodszy        | jego bratanek                             |
| Sencer Młodszy          | kolejny faworyt królewski                 |
| Spencer Starszy         | jego ojciec                               |
| Baldock                 | dworzanin księcia Gloucester i jego córki |
| Beaumont                |                                           |
| Trussel                 | dworzanin                                 |
| Gurney                  | sługa Mortimera                           |
| Matrevis                | sługa Mortimera                           |
| Lightborn               | płatny morderca                           |
| Sir John Hainault       | brat markiza Hainault                     |
| Levune                  | ambasador angielski we Francji            |
| Królowa Izabela         | żona Edwarda II, córka króla Francji      |
| Bratanica króla Edwarda | córka księcia Gloucester                  |

## Czas i miejsce akcji
Akcja tragedii rozpoczyna się wraz z pojawieniem się faworyta królewskiego Gavestona w Anglii, po wstąpieniu Edwarda II na tron w roku 1307. Akcja toczy się potem w różnych miejscach, oprócz Londynu, w Tynemouth, Cobham, Paryżu, Harwich, Bristolu, opactwie Neath, zamku Kenilworth i Berkeley. Utwór kończy się śmiercią Mortimera, która nastąpiła w 1330 roku.

## Treść

### Akt I

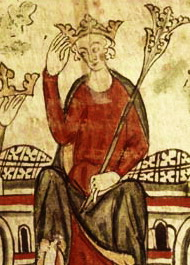
Król Edward II

Po objęciu rządów przez Edwarda II jego faworyt Gaveston powraca z wygnania. Ma on nadzieję odnowić swój wpływ na króla schlebiając jego zamiłowaniu do zabaw. Baronowie są oburzeni powrotem Gavestona. Król jednak nakazuje im zamknąć usta. Gaveston domaga się ukarania biskupa Coventry, który doprowadził do jego wygnania. Król wtrąca biskupa do więzienia, a jego majątek przekazuje Gavestonowi. Wkrótce mianuje go Lordem Kanclerzem i hrabią Kornwalii. Baronowie są oburzeni awansem nuworysza i jego destrukcyjnym wpływem na króla i państwo. Na zjeździe w Lambeth, jako rada królewska, podejmują decyzję o konieczności wygnania królewskiego faworyta. Król wzbrania się podpisać decyzję rady. Ulega jednak wobec zapowiedzi klątwy i wypowiedzenia posłuszeństwa przez poddanych, którą grozi arcybiskup Canterbury. Po odejściu baronów wygłasza tyradę przeciw księżom z Rzymu i ich bezbożnym kościołom. Zrozpaczony żegna się z Gavestonem, który mianowany namiestnikiem Irlandii, ma wkrótce wyjechać. Mszcząc się na królowej, którą uważa za sprawczynię nieszczęścia, zakazuje jej do siebie przychodzić. Zrozpaczona królowa po odjeździe Gavestona nakłania baronów, by zmienili decyzję. Udaje jej się przekonać przychylnego jej Mortimera, że lepiej będzie mieć Gavestona pod kontrolą i spróbować zamordować go skrytobójczo. Baronowie wyrażają zgodę. Król nie posiada się z radości. Obdarowuje baronów zaszczytami i ponownie przyrzeka miłość królowej.

### Akt II
Baldock i Spencer Młodszy, którzy z córką zmarłego księcia Gloucester, przybywają na dwór królewski, mają zamiar zabiegać o względy królewskie. Lordowie buntują się przeciw Gavestonowi czekając na jego przybycie w Tynemouth. Gdy Gaveston w końcu przybywa Lancaster i Mortimer dobywają mieczy i ranią faworyta królewskiego. Król wypędza baronów, a oni grożą zbrojnym wystąpieniem przeciw wszechwładzy Gavestona. Po opuszczeniu króla Mortimer dowiaduje się, że jego wuj broniący kraju przed Szkotami dostał się do niewoli. Wraca więc z Lancastrem, domagać się, by król wykupił z niewoli swego wodza. Oburzeni jego lekkomyślnością wyrzucają mu jego bezczynność, gdy garnizony angielskie zostały wygnane z Francji, Szkoci dotarli do Yorku, a Duńczycy opanowali kanał La Manche. Oburzeni postanawiają sami wykupić Mortimera Starszego i zapowiadają, powrót na czele wojsk. O wypędzenie Gavestona upomina się również brat królewski, książę Kent, a kiedy zostaje zignorowany opuszcza króla. Bratanica królewska przedstawia monarsze Baldocka i Spencera. Baronowie wdzierają się na mury Tynemouth. Gaveston z rozkazu króla ucieka na okręcie do Scarborough, podczas gdy król wyrusza ze Spencerem lądem. Baronowie ruszają w pościg za Gavestonem. Schwytawszy go decydują się go ściąć. Przybycie lorda Arundela z prośbą króla o umożliwienie mu spotkania się po raz ostatni z Gavestonem przed jego śmiercią, przerywa przygotowania do egzekucji. Lord Pembroke popiera prośbę króla i ofiaruje się zagwarantować jej rzetelne wykonanie. baronowie wyrażają zgodę. Arundel z Pembrokiem wyruszają w drogę do króla, na noc zatrzymują się w Cobham.

### Akt III
Warwick, korzystając z tego, że Arundel i Pembroke się oddalili, napada na oddział eskortujący Gavestona i zabija go. Spencer z Baldock zagrzewają króla do walki ze zbuntowanymi baronami. Levune przynosi wieści, że król Francji zajął Normandię, ponieważ Edward zalegał z daniną. Król wysyła królową i syna, by negocjowali układ z królem francuskim. Przybywa Arundel z wieścią oo śmierci Gavestona. Baronowie żądają, by król oddalił od siebie Spencera i Baldocka. Dochodzi do bitwy, którą król, po przegrupowaniu sił, wygrywa. Król oddala swego brata, wydaje rozkaz ścięcia Warwicka i Lancastra, a Mortimiera wtrąca do więzienia. Spencer przekazuje pieniądze Levune'owi, by utrudniał Izabeli pozyskiwanie sojuszników we Francji i rozgłaszał zwycięstwa Edwarda.

### Akt IV

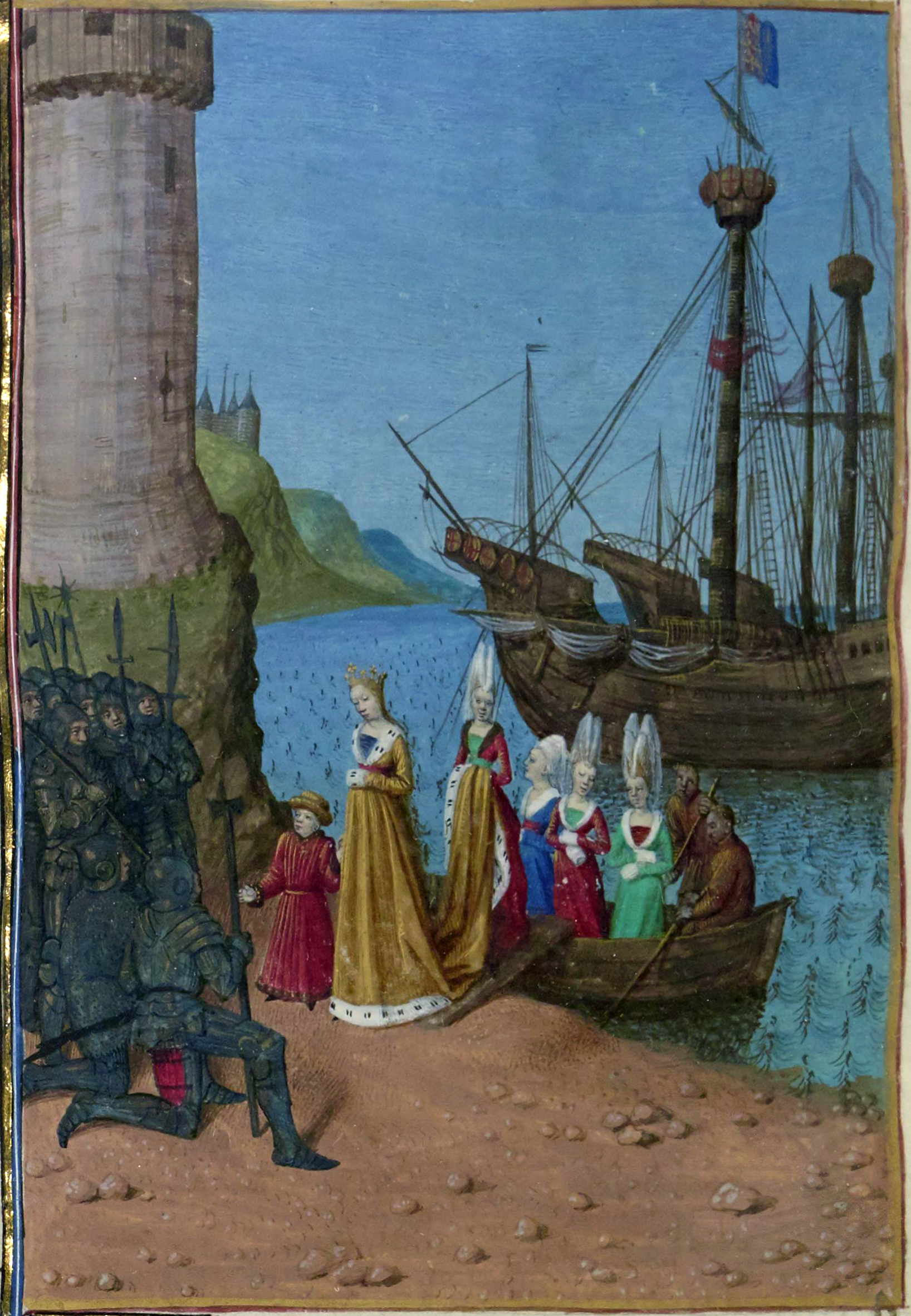
Powrót Izabeli Francuskiej do Anglii. Jean Foquet. 1455-1460

Brat królewski dopomaga Mortimerowi w ucieczce i razem udają się do Francji, do królowej. Królowa nie znajduje w Paryżu żadnej pomocy u Francuzów. Wsparcie oferuje jej sir John Hainault. Zjawiają się też książę Kentu i Motimer i namawiają królową do podniesienia buntu przeciw królowi. Król opanował sytuację w kraju przy pomocy terroru. Jest też przekonany, że królowa pozostała bez pomocy we Francji, kiedy otrzymuje wiadomość, że Izabela z synem, w towarzystwie Mortimera i Kenta udali się do Flandrii i wkrótce zamierzają pojawić się w Anglii. Królowa i jej sprzymierzeńcy lądują koło Harwich. Po klęsce pod Bristolem, opuszczony przez lud król ucieka z doradcami do Irlandii. Królowa mianuje swego syna Regentem. Schwytany w mieście Spencer Starszy zostaje skazany na śmierć. Mortimer zwraca królowej uwagę na chwiejność Kenta. Król, Spencer i Baldock chronią się w klasztorze w Neath. W ślad za nimi trafiają tam Leicester i Rice ap Howell. Z rozkazu królowej Leicester ma odprowadzić króla do zamku Killingworth, a Baldock i Spencer mają zostać ścięci.

### Akt V
Biskup Winchester i Trussel zjawiają się w zamku Killingworth z prośbą, by król wypełnił decyzję parlamentu, zrzekł się korony i przekazał ją księciu Edwardowi. Król nie umie się zdecydować, oskarża swych poddanych o zdradę i zamiar królobójstwa. Ostatecznie Leicester skłania go do przekazania korony synowi. Królowa martwi się o bezpieczeństwo syna. Mortimer radzi pospieszyć się z koronacją. Na wieść o tym, że Kent chce odbić króla, wysyła do niego Matrevisa i Gurneya, aby przejęli nad nim opiekę, traktowali go surowo i stale zmieniali miejsce pobytu. Książę Edward, za radą Kenta, nie chce przyjąć korony, dopóki nie spotka się z ojcem. Mortimer z królową siłą usuwają go spod wpływu Kenta. Ten wyrusza do Killingworth, by odbić króla i odpłacić Mortimerowi. Matrevis i Gurney trzymają króla w lochu, zmieniając miejsce jego przetrzymywania. Mimo podjętych środków ostrożności, Kentowi udaje się trafić na nich, gdy eskortują króla. Aresztują go i wysyłają pod eskortą do Mortimera. Mortimer sporządza dwuznaczny list, pozbawiony przecinków, nakazujący stracić króla i wysyła z nim zawodowego zabójcę Lightborna.
Książę Edward zostaje królem Edwardem III. Straże przyprowadzają Kenta, którego nowy król pragnie ułaskawić. Nie pozwala na to Moritmer, świadom wpływu księcia na chłopca. Kent zostaje stracony. Lightborn przybywa do Killingworth z listem i znakiem Pereat iste (Niech ten zginie). Lightborn żąda stołu, pierzyny i rozżarzonego rożna, by zabić króla. Wysłuchuje skargi Edwarda, który od dziesięciu dni stoi w lochu po kolana w ściekach, a hałas nie pozwala mu zasnąć. Lightborn namawia go, by się położył i odpoczął. Król podejrzewa podstęp, jest jednak tak zmęczony, że zasypia. Matrevis i Gurney przyciskają króla blatem stołu do łóżka. Król ginie. Jego stróżowie zabijają Lightborna i topią jego ciało w fosie. Matrevis ze zwłokami Edwarda II zjawia się na królewskim dworze. Donosi Mortimerowi, że Gurney uciekł i może go zdradzić. Edward III oskarża Mortimera o zabójstwo ojca, na dowód pokazuje, dostarczony mu przez Gurneya list. Mortimer zaprzecza, by żądał w nim śmierci króla i by posyłał ten list przez kogokolwiek. Król pozostaje nieugięty, skazuje go na ścięcie i poćwiartowanie ciała. Królowa wstawia się za Mortimerem, co król uznaje za dowód jej współudziału w zabójstwie ojca i wtrąca ją do więzienia. Po egzekucji Mortimera nakazuje złożyć jego głowę na trumnie ojca.

## Analiza

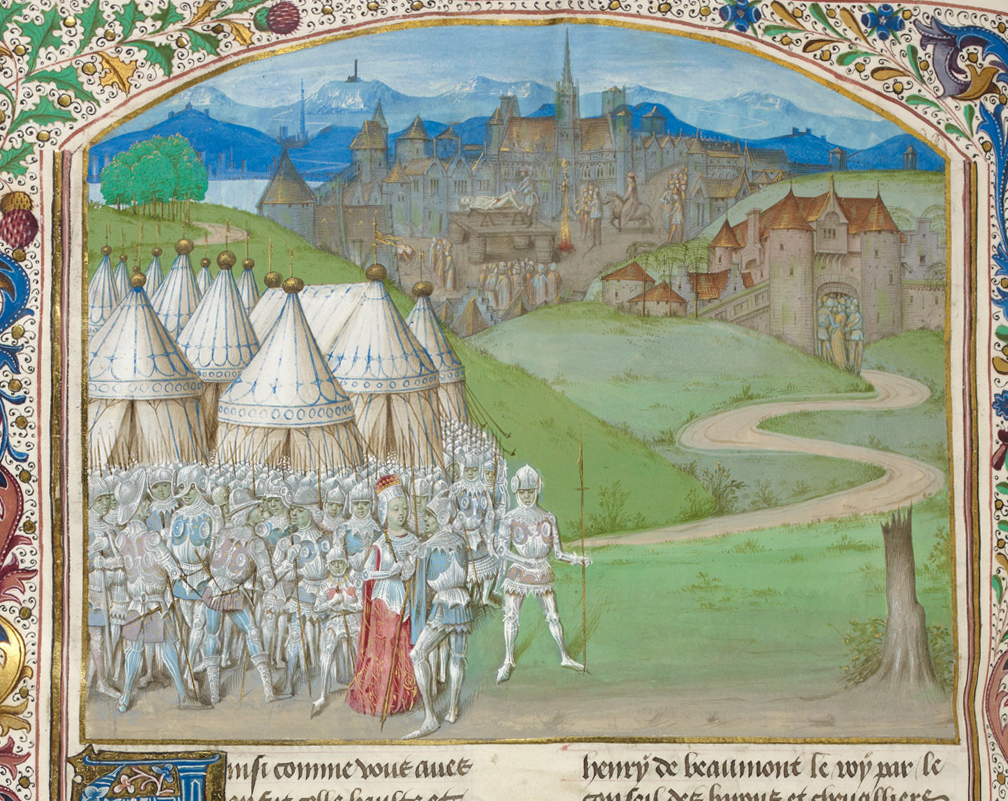
Izabela Francuska i Roger Mortimer. XV-wieczny manuskrypt.

Edward II jest pierwszą i jedyną tragedią Marlowe’a o wątku zaczerpniętym z dziejów Anglii. Jest też najbardziej dojrzałą jego sztuką, gdy idzie o kunszt dramatyczny. Poeta powstrzymuje się w niej od wyrażenia ustami bohaterów scenicznych swych najśmielszych marzeń, jak to robił jeszcze w Tamerlanie i Doktorze Fauście. Akcentów osobistych jest w Edwardzie II niewiele i są wyrażane na marginesie sztuki. Postaci dramatu, świetnie scharakteryzowane, przekonująco bronią swoich racji, które stanowią motor napędzający rozwój konfliktów scenicznych. Szczęśliwie dla odbioru całości Marlowe zrezygnował też w Edwardzie II ze wstawek komicznych, tak bardzo psujących całe partie Doktora Fausta.
Tragedia ma budowę symetryczną. Treścią pierwszej części sztuki jest perwersyjny stosunek króla do faworyta, a drugiej – wyniesienie Moritmera i upadek Edwarda. W środkowej części utworu Edward staje się na krótko władcą silnym i zwycięskim. Część środkowa stanowi łącznik pomiędzy dwoma głównymi partiami utworu, opowiadającymi ponadto o tragedii Gavestona i Mortimera. Obie części ukazują upokorzenie króla, niezależnie od jego przejściowego triumfu. Autor dokonał znamiennej kompresji czasu. Wydarzenia, które obejmują 23 lata, wydają się rozgrywać w ciągu kilku miesięcy.
Jakkolwiek autor powstrzymuje się od osobistych wypowiedzi ustami postaci scenicznych, wybór tematu, sposób jego ujęcia i dobór postaci dramatu wydaje się bardzo charakterystyczny dla Marlowe'owskiej wizji świata. Anglią rządzą głupcy i łotry, król zanurzony w kloace skamle o życie, poza gronem szubrawców autor nie dostrzega reszty narodu, która, wedle oceny historyków, radziła sobie w tym czasie całkiem dobrze. Żadna z dramatis personae tego ponurego dramatu nie zasługuje na współczucie. każda jest na swój sposób odrażająca. Jedyny wyjątek stanowi młody król, w którym budzą się ludzkie uczucia, i który w finale wymierza sprawiedliwość zbrodniarzom.
Autor świetnie zarysował charaktery głównych bohaterów. Gavestona i Mortimera charakteryzują nie tylko ich wypowiedzi, ale i reakcje na zachodzące wydarzenia, a nawet drobne zachowania we wtrąconych, jakby mimochodem, epizodach (początkowa scena rozmowy Gavestona z żołnierzami, Młodszego Mortimera ze Starszym). Najwięcej wątpliwości budzi wśród krytyków nagła odmiana królowej z niewinnej i zakochanej żony w obłudną zbrodniarkę.
Przy pisaniu Edwarda II Marlowe korzystał z kronik Johna Stowa i Raphaela Holinsheda, a także Roberta Fabyana, którego Chronicles of Englande, Scotlande and Irelande ukazały się w 1577 roku. Badacze zwracają uwagę na swobodę Marlowe’a w obchodzeniu się z czasem. Egzekucja Gavestona, która w rzeczywistości miała miejsce na dziesięć lat przed buntem baronów, w sztuce staje się bezpośrednim bodźcem do wystąpienia Edwarda przeciw baronom. Niewątpliwie mniej poetycki od Tamerlana i Fausta, pozostaje Edward II pierwszą elżbietańską tragedią historyczną godną tej nazwy, odrzucającą jednocześnie tak popularne konwencje tragedii senekańskiej.
W latach 20. XX wieku Edwardem II zainteresował się Bertolt Brecht, który zamierzał początkowo przetłumaczyć go, a ostatecznie napisał własny utwór na motywach sztuki Marlowe’a Życie Edwarda Drugiego Angielskiego. W Polsce parafrazy Edwarda II dokonał w 1965 roku J. S. Sito. Pierwsze tłumaczenie utworu dokonane przez Juliusza Kydryńskiego ukazało się w 1983 roku.